# 엠마 마로네
엠마누엘라 마로네(Emmanuela Marrone, 1984년 5월 5일 ~ )은 이탈리아의 팝/록 가수이다. 어린 시절부터 친구들과 밴드 활동을 하며 음악 경력을 쌓아갔고, 2010년, 이탈리아의 오디션 프로그램인 Amici di Maria De Filippi에 출연해 우승하며 인기를 끌었다. 2012년부터는 공식 석상과 여러 라이브 무대에서 직접 기타를 들고 연주를 했으며, 지금까지 3개의 정규 앨범을 발매했다. 또한 여러 광고의 배경음악을 통해 자신을 알렸고, EMA, 산레모 음악제등 여러 음악대회에서 상을 수상하였다. 2014년에는 덴마크, 코펜하겐에서 열리는 유로비전 송 콘테스트 2014에 참가할 예정이다.

## 음반 목록

### 정규 음반
- A me piace così (2010)
- Sarò libera (2011)
- Schiena (2013)

### EP
- Oltre (2010)